# Irské království
Irské království (klasicky irsky an Rioghacht Éireann, moderně irsky an Ríocht Éireann, anglicky Kingdom of Ireland) byl stát, jehož vznik se datuje do roku 1541. Nový stát nahradil původní Irské lordství, které vzniklo roku 1171. Jindřich VIII. se tak stal prvním irským králem od roku 1169. Samostatné Irské království existovalo až do sloučení s Královstvím Velké Británie, s nímž roku 1801 vytvořilo Spojené království Velké Británie a Irska.

## Historie
Když papež Klement XIII. roku 1533 exkomunikoval Jindřicha VIII., stala se ústavní pozice Irského lordství nejistá. Jindřich se odloučil od svatého stolce a prohlásil se za vrchního činitele Anglikánské církve. Následně odmítl uznat svrchovanost katolické církve nad Irskem. Králem Irska byl prohlášen zákonem z roku 1542 (Crown of Ireland Act 1542), který schválil Irský parlament.
To znamenalo, že Irské království bylo spravováno vládnoucím panovníkem Anglie a obě království tvořila personální unii. Roku 1801 byly parlamenty Irska a Království Velké Británie sloučeny a vznikl sjednocený stát Spojené království Velké Británie a Irska.

## Symbolika

irské symboly:
královská standarta (1542–1800)
vlajka sv. Patrika (od roku 1783)
velký znak